# Hubert Drapella

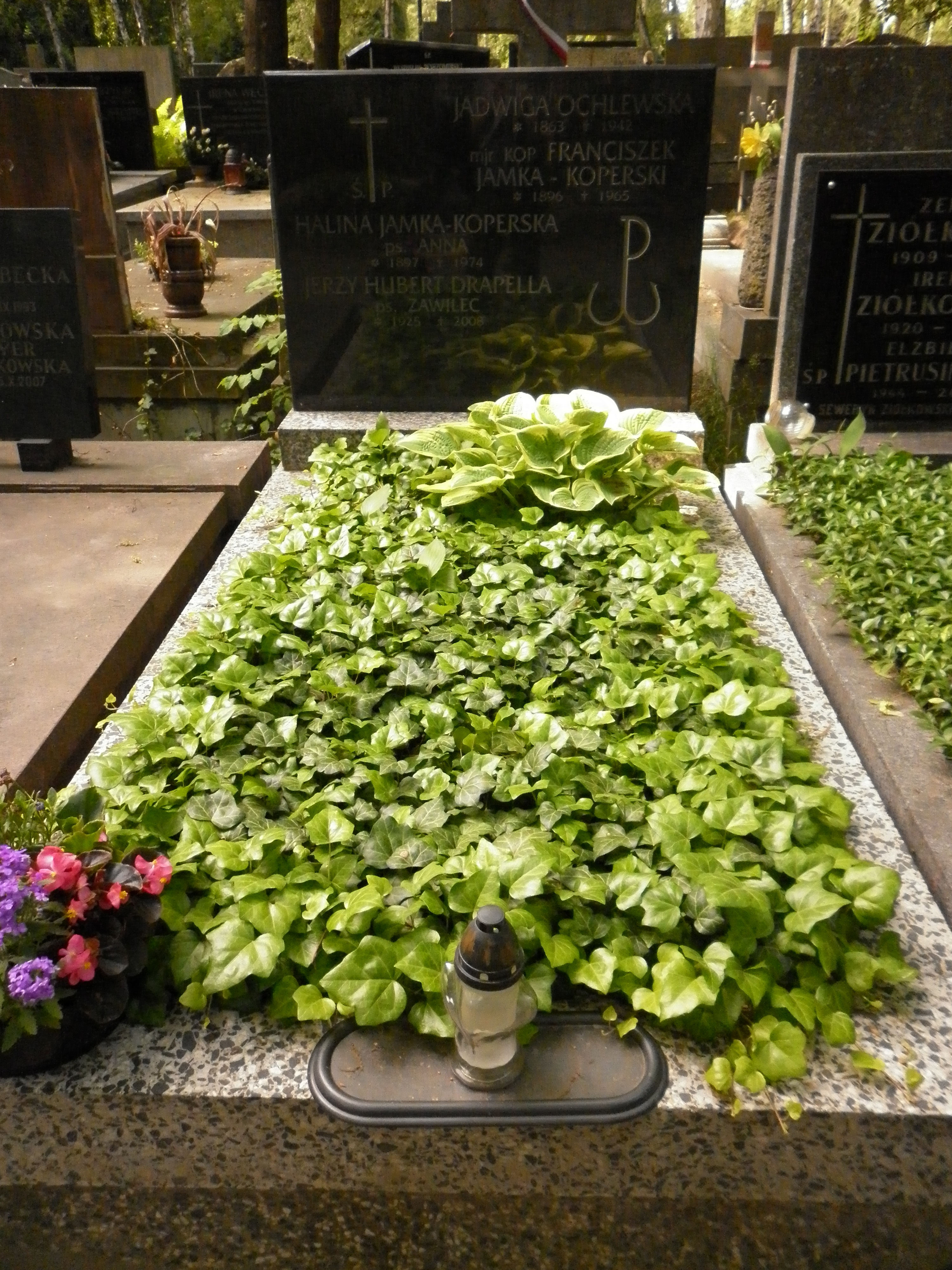
Grób Huberta Drapelli na Cmentarzu Wojskowym na Powązkach w Warszawie

Hubert Jerzy Drapella (ur. 2 października 1925 w Brwinowie koło Warszawy, zm. 5 lutego 2008 w Warszawie) – polski reżyser i scenarzysta filmowy.

## Życiorys
Od października 1939 zaangażowany w działalność konspiracyjną. W 1943 roku zdał na tajnych kompletach maturę. W powstaniu warszawskim walczył w szeregach batalionu „Parasol”. Ranny, ewakuowany na praski brzeg Wisły. Po rekonwalescencji podjął studia polonistyczne na Uniwersytecie Jagiellońskim, które następnie kontynuował na Uniwersytecie Wrocławskim, broniąc dyplom 13 grudnia 1948 roku, po czym rozpoczął pracę w WFF w Łodzi – na początku w dziale programowym, następnie jako asystent reżysera, w końcu został samodzielnym reżyserem.
Publikował poezję w tygodniku „Kuźnica” i w miesięczniku „Odra”. 
Za Podziemny front otrzymał nagrodę Ministra Kultury i Sztuki. Mieszkał w Milanówku. Pochowany na Cmentarzu Wojskowym na Powązkach w Warszawie (kwatera 22A-1-19).

## Filmografia

### Scenariusz i reżyseria
- 1983: Soból i panna
- 1980: Nic nie stoi na przeszkodzie
- 1977: Znak orła (serial telewizyjny)
- 1972: Teraz i w każdą godzinę (tylko reżyseria)
- 1972: Zniszczyć pirata (tylko reżyseria)
- 1971: Samochodzik i templariusze (serial telewizyjny, tylko reżyseria)
- 1965: Podziemny front (serial telewizyjny, tylko reżyseria)
- 1961: Przeciwko bogom
- 1958: Historia jednego myśliwca